# لوول گرین (پنسیلوانیا)
لوول گرین (به انگلیسی: Level Green) یک منطقهٔ مسکونی در ایالات متحده آمریکا است که در شهرستان وستمورلند، پنسیلوانیا واقع شده‌است. لوول گرین ۴٬۰۲۰ نفر جمعیت دارد.